# Écriture tangoute
L'écriture tangoute (chinois : 西夏文 ; pinyin : xīxià wén) est une écriture logographique qui aurait été créée par Yeli Renrong (zh) (野利仁荣), entre 1036 et 1038 d'après le Song Shi (1346). Elle fut utilisée par le peuple tangoute de la dynastie des Xia occidentaux pour écrire leur langue.
Elle ressemble graphiquement à l'écriture han, son écriture sigillaire utilise également le même graphie que la graphie han, mais la construction des caractères diffère. Un nombre important de documents bouddhiques, d'origine chinoise ou tibétaine ont été traduits en tangoute et imprimés en xylographie.
L'écriture fut étudiée et déchiffrée par le russe Alekseï Ivanovitch Ivanov (en).
L'Unicode intègre cette écriture à partir de la version 9 (juin 2016),.